# Španělsko na Letních olympijských hrách 1960
Španělsko se účastnilo Letní olympiády 1960 v italském Římě. Zastupovalo ho 144 sportovců (133 mužů a 11 žen) v 16 sportech.

## Medailisté
| Medaile | Jméno         | Sport         | Soutěž      |
| ------- | ------------- | ------------- | ----------- |
| Bronz   | Družstvo mužů | Pozemní hokej | turnaj mužů |